# Loyal (PartyNextDoor)
Loyal è un singolo del cantante canadese PartyNextDoor, pubblicato il 21 novembre 2019 come primo estratto dal terzo album in studio Partymobile.
Il brano vede la partecipazione del rapper canadese Drake.

## Video musicale
Il video musicale, diretto da William Child, è stato reso disponibile il 21 gennaio 2020.

## Tracce
Testi e musiche di Jahron Brathwaite, Noah Shebib, Aubrey Graham, Joshua Parker e D'Andre Moore-Jackson
Download digitale
1. Loyal (feat. Drake) – 3:17

Download digitale – Remix
1. Loyal (Remix) (feat. Drake & Bad Bunny) – 4:41

## Formazione
Musicisti
- PartyNextDoor – voce
- Drake – voce aggiuntiva
- D'Andre Moore-Jackson – tastiera, programmazione
- Joshua Parker – tastiera, programmazione

Produzione
- Dregotjuice – produzione
- Noah Shebib – produzione, missaggio
- OG Parker – produzione
- David Castro – assistenza al mastering
- Chris Athens – mastering
- David "Prep" Hughes – registrazione
- Noel Cadastre – registrazione

## Classifiche

### Classifiche settimanali
| Classifica (2019-20) | Posizione massima |
| -------------------- | ----------------- |
| Australia            | 82                |
| Belgio (Fiandre)     | 85                |
| Canada               | 19                |
| Grecia               | 97                |
| Irlanda              | 60                |
| Lituania             | 65                |
| Portogallo           | 78                |
| Regno Unito          | 31                |
| Stati Uniti          | 60                |
| Svizzera             | 90                |

### Classifiche di fine anno
| Classifica (2020) | Posizione |
| ----------------- | --------- |
| Canada            | 90        |